# Bonadiwoto

Bonadiwoto, également connu sous le nom de Bonadiwoto Boko, est un village et un quartier situé dans la circonscription de l'arrondissement de Douala III. 

## Histoire
Le village Bonadiwoto appartient au Canton Bassa et dispose d'une chefferie de 3e dégré. Bonadiwoto est un mot en langue Duala qui signifie « Les gens de Diwoto », Diwoto faisant référence au nom de l'ancêtre éponyme de cette famille. 
Les ressortissants de Bonadiwoto affirment que le village aurait dû d'appeler Loghot, en référence à leur patriarche d'alors. Le préfixe Duala Bona leur ayant été imposé. 

## Géographie
Ce village était situé à l'emplacement de l'aéroport international de Douala, mais a été délocalisé dans les années 1970 lorsqu'il a fallu construire l'aéroport international de Douala et l'échangeur de l'axe Douala-Yaoundé; pour être rattaché du côté de Bonanloka.  En 2005, le village est composé de 1191 habitants . 
Le quartier Bonadiwoto est traversé par la Rue de l'Aviation. 

## Infrastructures

### Economie
- Douala Grand Mall

### Santé
Bonadiwoto abrite un Centre Médical d'Arrondissement, lequel a été réhabilité en 2019 dans le cadre d'un projet de rehabilitation financé par l'entreprise Bolloré Transport & Logistics .

### Education
- Ecole publique de Bonadiwoto

### Réligion
- Eglise Evangélique de Bonadiwoto (EEC Bonadiwoto)